# Ostrvo crnih vitezova
Ostrvo crnih vitezova je 6. epizoda serijala YU Blek obјavljena u Lunov magnus stripu #489. Epizoda je premijerno u bivšoj Jugoslaviji objavljena u februaru 1982. godine. Koštala je 20 dinara (0,53 $; 1 DEM). Imala je 66 strana. Izdavač јe bio Dnevnik iz Novog Sada. Autor naslovne strane je bio Sibin Slavković. 

## YU Blek
Ovo je 6. epizoda YU Bleka na kome je radila grupa jugoslovenskih strip crtača i scenarista od 1978. do početka devedesetih  godina 20. veka. Scenario za ovu epizodu napisao je Svetaozar Obradović, u olovci ju je nacrtao Bane Kerac, a tuširao Sibin Slavković. U vreme rada na YU Bleku, Sibin se potpisivao kao Žunjević, dok Kerac nije hteo da uredništvo zna da je on u olovci nacrtao ovu epizodu. 
Na jednom forumu, Kerac je to ovako objasnio: "Osim naslovnih strana, uradio sam olovke za Ostrvo crnih vitezova, ali vrlo inkognito da ne bi videli da mogu da uradim mnogo više nego što mi je bila norma. Ovde treba ispraviti i stalno ponavljanu grešku da je tu epizodu radio Muminović. Tuširao je Sibin. Najblesavije od svega je to sto me je Laza Lukajić (tadasnji direktor Pan Art Studia zaluđen za Yu Blek produkciju i čovek koji apsolutno blage veze nije imao sa stripom), pozvao u kancelariju kada mu je Sibin doneo olovke na odobrenje i pokazujuci mi moje crteže, ladno odvalio: 'Vidiš, Kerac, ovako treba da se crta'! Možete zamisliti, osećao sam se ko onaj nesrecni vojnik u Brajanovom Žitiju i jedva sam se suzdržao da ne puknem od smeha. Btw, moje prste u toj epizodi mozete da otkrijete na siluetama dvoje zaljubljenih gde je devojčona ruka nacrtana previse nisko".

## Sibin Slavković kao pseudonim
Za vreme dok je crtao YU bleka, Sibin Slavković je zapav bio pseudonim crtača Slobodana Žunjevića.

## Prethodna i naredna sveska V. Bleka u LMS
Prethodna epizoda Velikog Bleka u LMS nosila je naziv Gvozdena ruka (#495), a naredna Trista čuda (#501).

## Repriza ove epizode
Epizoda je reprizirana u Srbiji u #2 integrala #2, koji je izašao u samostalnom izdanju autora 2014. godine. 